# Лучаківський Володимир Дмитрович
Володи́мир Дми́трович Лучакі́вський (19 березня 1838, с. Ременів, нині Кам'янка-Бузького району — 11 квітня 1903, м. Тернопіль) — український громадський діяч, письменник, перекладач, адвокат і перший українець — бургомістр у Тернополі.

## Життєпис

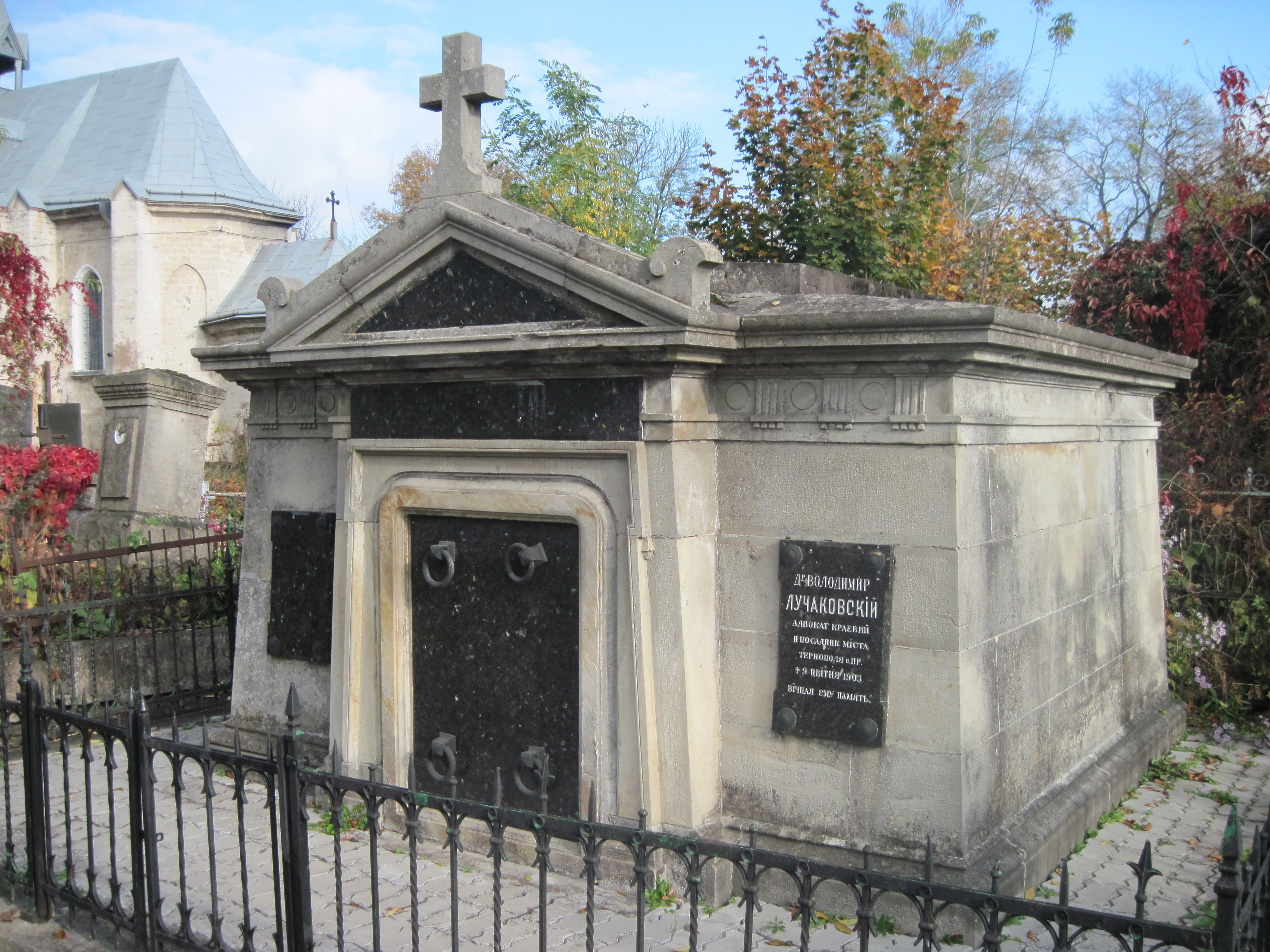
Гробівець В. Лучаківського на Микулинецькому цвинтарі

Володимир Лучаківський народився 19 березня 1838 року в селі Ременові (повіт Камінка-Струмилова, Королівство Галичини та Володимирії, Австрійська імперія, нині Кам'янка-Бузький район, Львівська область, Україна) в сім'ї священика УГКЦ о. Дмитра Лучаківського та його дружини Антоніни Дольницької. Маленьким хлопчиком, разом з батьками переїхав у село Довжанка Тернопільського району, де його батько був парохом.
Після закінчення Тернопільської державної (класичної) гімназії навчався на правознавчому факультеті Львівського університету. У 24 роки став єдиним адвокатом-українцем у Тернополі.
У 1896 році став першим українцем-бургомістром Тернополя. Саме при Лучаківському в Тернополі вперше з'явилося електричне освітлення, телефон, водогін.
У 1897 році уклав угоди з фірмою «Естер Айзенбах Веркентсанштальт» Відня та Будапешта про будівництво в місті електростанції і таким чином створення електричного освітлення. Адже до того часу вулиці десятки років освітлювали гасовими лампами на стовпах. Їх було близько тисячі. Про це говорить інформація за 1906 р., де вказується, що на той час в місті існувало 483 гасові ліхтарі, на які витрачали 1918 корон щорічно і їх щодня обслуговували 14 «гнотярів» (тобто робітників, які заливали гас, гасили, ремонтували ліхтарі, запалювали їх. А тому процес створення електричного освітлення пішов швидкими кроками. За Лучаківського на вулицях встановили близько за 6000 корон 60-дугових та 233 ламп розжарювання. Електростанція була побудована на вулиці Богдана Хмельницького. Зараз там котельня. Варто сказати, що міська скарбниця мала не багато коштів, але бургомістр так покерував, що лише на 20 % дорожчим виявилось електричне освітлення від неефективного та небезпечного нафтового. Не все було швидко зроблено, але вже на початку лютого 1901 року було відкрито першу міську електромережу (приймала комісія з Відня), а 15 лютого (про це повідомляли газети всієї Австро-Угорщини) на вулицях Тернополя запалали електричні лампи. Електрика продовжила «крокувати вулицями» і одним з перших громадських закладів, які отримали сучасне освітлення став танцювальний зал польського товариства «Сокіл» (сьогодні там розташований «Кінопалац» на вул. І. Франка). Далі прийшла черга міської ради, готелів, ресторанів, житлових будівель міщан.
Після цього почалася телефонізація. Перші телефонні апарати були справжньою сенсацією в місті, а тому телефонна станція швидко розросталася. Далі розпочалось будівництво міського водогону та каналізації. До цього 30-тисячне місто викидало нечистоти в канави, виливало на вулиці. А також вивозило на Золоту гору Тернополя. Детальніше за посиланням. План здійснювали рік за роком наполегливо й невпинно. Будівництво каналізації розгорнулось спочатку на вулицях Руській та Микулинецькій (сьогодні це вул. Кн. Острозького). Паралельно місто прагнуло отримати фінансування на розвиток залізниці, міської промисловості. А тому в 1901 р. делегація відправилась у Відень за інвестиціями на розбудову залізничного вокзалу і колії до Збаража та Бережан, а також було прагнення побудувати цукроварню, бо в навколишніх селах дедалі більше вирощували солодких коренів. Це могло значно оживити економіку міста.
16 вересня 1900 року брав участь у посвяченні нового приміщення Тернопільської вищої реальної школи.
Був співорганізатором українських товариств у місті: «Міщанське братство», «Приятелі музики», філії товариства «Рідна школа».
Як бургомістр зустрічався з Іваном Франком, Соломією Крушельницькою, залучав їх до культурного життя Тернопілля.
Помер Володимир Лучаківський 11 квітня 1903 року. Похований у Тернополі на Микулинецькому кладовищі.

## Творчість
Володимир Лучаківський активно займався літературною творчістю. Для аматорського театру «Руська Бесіда» він переклав з німецької і польської мов близько 20 п'єс, що свого часу були головним репертуаром українського театру в Галичині.
Написав дві оригінальні комедії «Іспит на мужа», «Несподівані женихи». Писав поезії, оповідання, гуморески.
Переклав українською мовою з німецької «Карний закон». Видав друком «Причинок до етнографії галицького Поділля» (Тернопіль, 1883).

## Зауваги
1. ↑  іноді Лучаковський → Окаринський В. Тернопіль. Історія міста від кінця XVIII до початку XXI ст. //  Тернопільщина. Історія міст і сіл : у 3 т. — Тернопіль : ТзОВ «Терно-граф», 2014. — T. 1 : А — Й. — С. 317. — ISBN 978-966-457-228-3.